# Gate 7
Gate 7 (GATE 7) è uno shōnen manga delle CLAMP, inizialmente pubblicato come one-shot nel 2010, per poi apparire come serie a partire dal 2011, sempre sulla rivista Jump SQ. In Italia è pubblicato da Panini Comics nella divisione Planet Manga dal 29 settembre 2011 in due edizioni, una normale e una "deluxe". La serie è pubblicata in contemporanea mondiale in Giappone, Corea del Sud, Brasile, Stati Uniti, Francia, Italia, Spagna, Gran Bretagna e Germania.

## Sviluppo e pubblicazione
Gate 7 è stato annunciato nel 2008 e la pubblicazione era prevista per il 2009, ma, a causa dell'allungamento di Tsubasa RESERVoir CHRoNiCLE e xxxHOLiC, la pubblicazione è slittata per il 2010.
Pur essendo pensata come serie, la prima pubblicazione è rappresentata da uno one-shot apparso nel dodicesimo numero della neonata rivista shonen Jump SQ, distribuito il 4 novembre 2010, in cui sono stati pubblicati diversi one-shot di famosi mangaka, tra cui Masakazu Katsura e Akira Toriyama, ed anche le CLAMP hanno partecipato proponendo questa nuova storia.
La serie è stata poi regolarmente serializzata nel mese di febbraio 2011, con lo stesso titolo. Il capitolo one-shot viene considerato come un prologo ed è stato inserito a tutti gli effetti nel tankobōn, diventando il primo capitolo dell'opera.

### Volumi
| Nº | Data di prima pubblicazione | Data di prima pubblicazione | Data di prima pubblicazione |
| Nº | Giapponese                  | Giapponese                  | Italiano                    |
| -- | --------------------------- | --------------------------- | --------------------------- |
| 1  | 3 giugno 2011               | ISBN 978-4-08-870251-3      | 29 settembre 2011           |
| 2  | 4 novembre 2011             | ISBN 978-4-08-870344-2      | 22 dicembre 2011            |
| 3  | 2 maggio 2012               | ISBN 978-4-08-870410-4      | 21 giugno 2012              |
| 4  | 4 febbraio 2013             | ISBN 978-4-08-870544-6      | 20 giugno 2013              |

## Personaggi
Hana (はな?)
È un personaggio alquanto enigmatico, la sua stessa natura è un mistero e non viene specificato il suo genere sessuale: sembrerebbe una ragazza, ma durante una conversazione tra Chikahito e Sakura, si evince una non precisata natura della stessa. Ha un carattere tranquillo e a volte assente, ma è dotata di grandi poteri. Lei infatti è il Nulla che assorbe tutto, ovvero riesce a ricopiare in qualsiasi momento le tecniche che le vengono scagliate contro.
Chikahito Takamoto (高本 致佳人?, Takamoto Chikahito)
Studente di Tokyo, è il co-protagonista della serie. Innamorato della città di Kyoto, le fa visita durante il periodo autunnale; durante il suo viaggio, improvvisamente viene trascinato all'interno di una barriera spirituale (kekkai) dove incontra Hana, Tachibana e Sakura, i quali stavano combattendo con una creatura mistica. Sembrerebbe un comune essere umano, ma è evidente che nasconda dei poteri assopiti poiché riesce ad entrare senza nessuno sforzo nelle barriere spirituali e contrastare piccoli incantesimi; gli viene detto infatti che, a differenza di Hana, è il Nulla che respinge tutto, la peculiarità di questo suo potere dovrebbe riferirsi al fatto che nessun incantesimo ha effetto contro di lui. Dopo l'incontro con i tre ragazzi, riesce finalmente trasferirsi e ad iscriversi ad una scuola superiore di Kyoto.
Sakura (桜?)
Sakura è un altro dei compagni di Hana e partner di Tachibana nei combattimenti. Il suo nome, Sakura, significa fiore di ciliegio, l'albero che è famoso per essere sul lato sinistro del Palazzo Imperiale di Kyoto. Come Tachibana, ha molto a cuore Hana e il suo benessere. È molto scherzoso e spesso prende in giro Chikahito storpiandogli il nome o anche, facendogli domande ambigue riferite ad Hana. Anche se lo prende in giro, Sakura appare molto più accogliente verso Chikahito a differenza di Tachibana. In battaglia, Sakura ha il compito di creare le barriere mistiche dove si svolgeranno i combattimenti così da separare la dimensione reale da quella astratta e proteggere gli esseri umani. Lavora come assistente maschio per geishe e maiko.
Possiede il potere dello Yin.
Tachibana (橘?)
Tachibana è un personaggio piuttosto taciturno, misterioso, e spesso scorbutico, è un compagno di Hana, ed uno studente universitario, anche se non è stato ben chiarito durante lo svolgimento della storia. Il suo nome, Tachibana, significa arancio selvatico, lo stesso tipo di albero che è al lato destro del Palazzo Imperiale di Kyoto. Spesso agisce come un fratello maggiore per Hana, è protettivo ed è spesso preoccupato per lei. Appare infastidito dalla presenza di Chikahito, rivolgendosi a lui come "persona comune" dopo l'incontro con il ragazzo. Come Hana e Sakura, combatte le bestie soprannaturali evocando gli elementi. Combatte nella Ura-shichiken per salvare sua sorella gemella, la principessa Sugi, che è stata rapita da Iemitsu Tokugawa, il terzo shogun della dinastia Tokugawa.
Possiede il potere dello Yang.
Hidetsugu Toyotomi (豊臣 秀次?)
È il proprietario di ura-shichiken e il datore di lavoro di Hana, Sakura e Tachibana. Non si conosce il suo vero nome, ma in quanto reincarnazione di Hidetsugu Toyotomi ha ereditato il nome e Mikoto, l'Oni che apparteneva da secoli alla famiglia Toyotomi. Il suo scopo è quello di trovare il cadavere di Oda Nobunaga e il Dairokutenmaoh (lett. "Il Re Demone del Sesto Cielo") sigillato in esso, ossia l'Oni che aveva stipulato un contratto di sangue con Oda Nobunaga e che da molti è considerato il più potente mai esistito.
Mikoto (神言?)
Ha le sembianze di una bambina con lunghissimi capelli ed è l'Oni di Hidetsugu Toyotomi. Possiede ottime tecniche d'attacco, ma la sua più grande maestria è nelle divinazioni.
Iemitsu Tokugawa (徳川 家光?)
Splendido ragazzo dai capelli albini e dai particolari occhi viola, è l'antagonista della storia. Con una scusa riesce ad avvicinarsi a Chikahito e successivamente lo rivediamo iscritto nella scuola superiore del protagonista. All'apparenza è un ragazzo dolce e delicato, ma in realtà è un sadico calcolatore senza scrupoli. Il suo obiettivo è ottenere il cadavere di Oda Nobunaga e il Dairokutenmaoh. Il suo Oni si chiama Mitsuha, ma nessuno è a conoscenza di quali terribili poteri possieda, l'unica cosa che è dato sapere è che si nutre di esseri umani. Ha rapito la sorella gemella di Tachibana -Sugi- per controllare il suo Oni il quale ha la più grande capacità esistente di preveggenza.

## Crossover
Come tradizione nell'universo CLAMP, sin dal primo capitolo vengono presentati dei cross-over:
- Il complesso appartamenti in cui abita Chikahito appare in Chobits, xxxHOLiC e Kobato..
- Chikahito frequenta la stessa scuola privata di Watanuki di xxxHOLiC.

## Accoglienza
Gate 7 ha ricevuto un'accoglienza contrastante durante la sua pubblicazione. In Giappone, solo i volumi 3 e 4 sono entrati nella classifica dei fumetti di Oricon, raggiungendo rispettivamente il quarto e il quinto posto per una settimana ciascuno. Le vendite totali del volume 3 sono state di 186 288 copie, mentre quelle del volume 4 sono scese a 174 362. È stato lodato lo stile artistico bello e dettagliato, simile a quello della serie RG Veda delle CLAMP, ma molti critici hanno fatto notare che le scene erano spesso troppo ingombranti e talvolta difficili da leggere. Tuttavia, la maggior parte dei lettori occidentali ha criticato soprattutto la quantità di conoscenze storiche giapponesi necessarie per comprendere la trama e i riferimenti ai personaggi. Lesley Aeschliman del Seattle Post-Intelligencer ha scritto: "L'unico inconveniente di questa serie è il fatto che un lettore deve avere almeno un po' di conoscenza della storia del Giappone per comprendere veramente alcuni dei concetti introdotti". Sebbene Dark Horse Comics abbia incluso un glossario di termini e traduzioni nel retro del volume, Rebecca Silverman di Anime News Network ha sostenuto che: "Consultare il glossario ogni volta che viene introdotta una nuova parola giapponese (o che viene ripetuta, se si è a corto di memoria) è fastidioso e toglie valore all'esperienza di lettura della storia. Sebbene il loro impegno per l'autenticità sia ammirevole, in questo caso è un detrattore". Silverman ha dato un voto complessivo di C+.